# 会津柳津站
會津柳津站（日语：／ Aizu-yanaizu eki */?）是一個位於福島縣河沼郡柳津町大字柳津字下大平，屬於東日本旅客鐵道（JR東日本）只見線的鐵路車站。

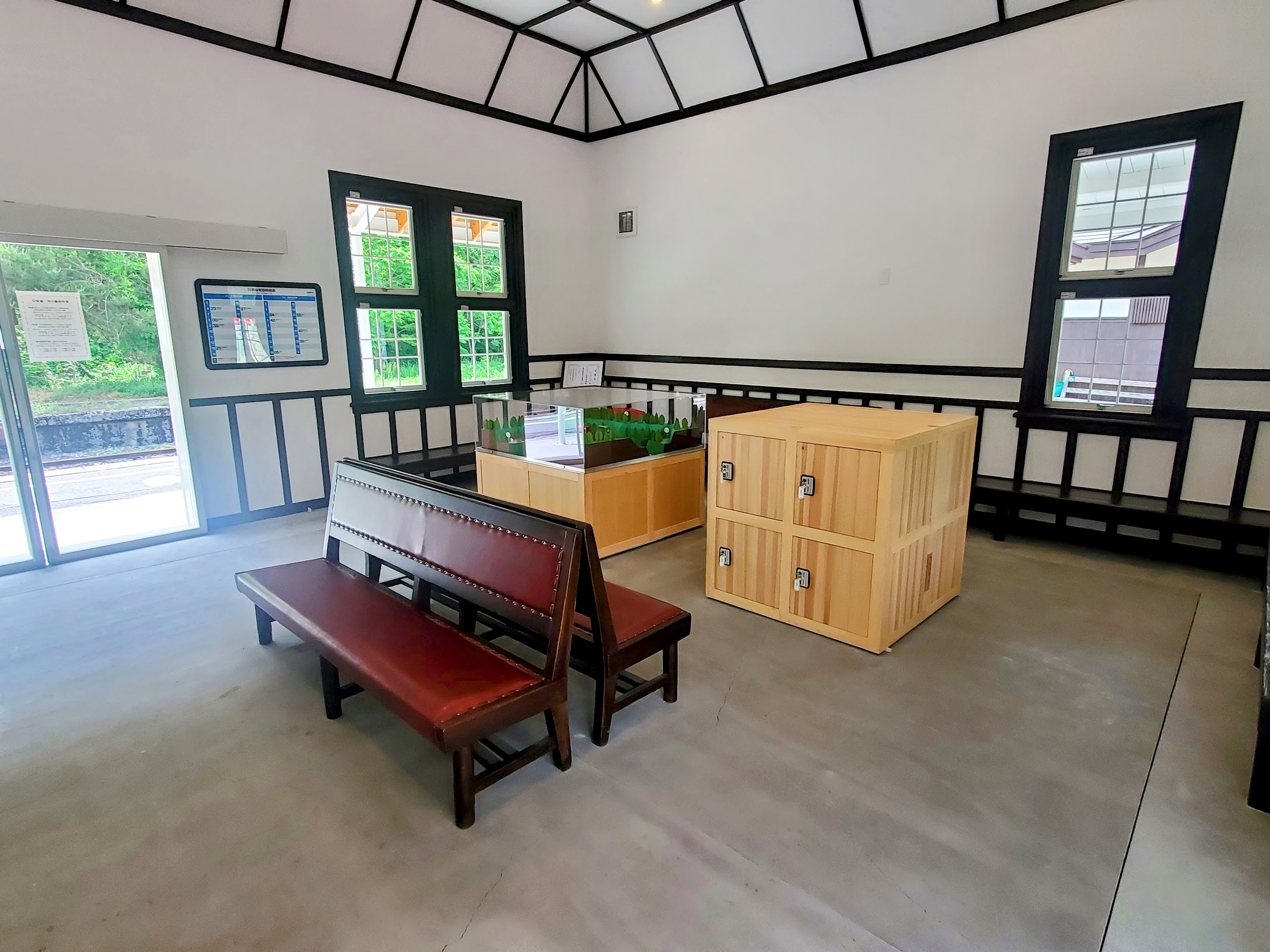
候車室內（2024年5月）

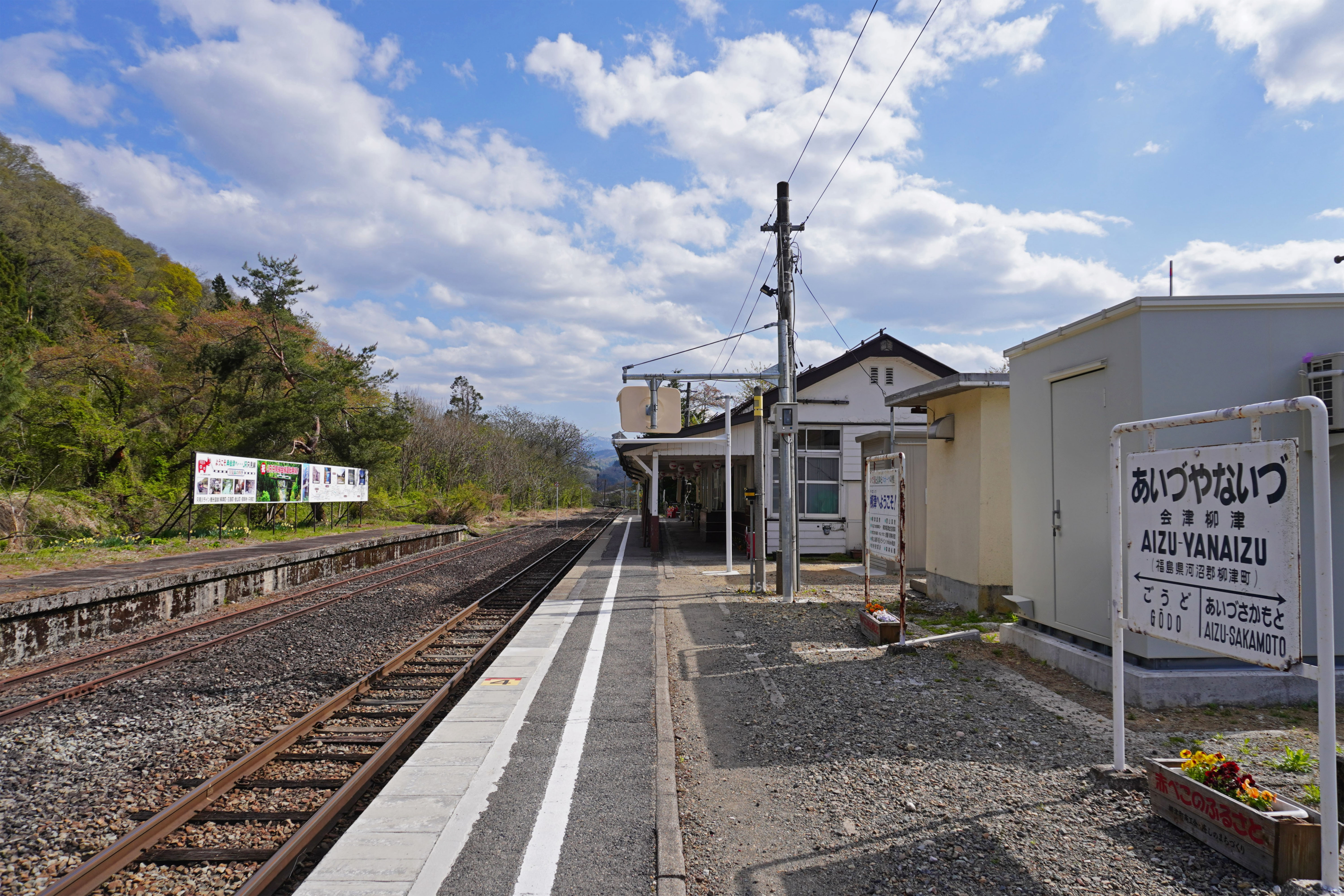
月台（2023年4月）

## 車站結構
側式月台1面1線的地面車站，設有木造站房。原本還設有一座島式月台及兩股軌道，可交會列車，隨著1993年12月改為無人站，島式月台及列車交會設備皆已拆除，站房內仍留有配線圖。

## 相鄰車站
東日本旅客鐵道
■只見線
會津坂本－會津柳津－鄉戶
1. ↑  . JR東日本：東日本旅客鉄道株式会社.   [2024-03-11]. （原始内容存档于2024-06-13） （日语）.